# غوردون (دائرة انتخابية في المملكة المتحدة)
غوردون (بالإنجليزية: Gordon)‏ هي إحدى الدوائر الانتخابية في المملكة المتحدة الممثلة في مجلس العموم في برلمان المملكة المتحدة.
عضو البرلمان الذي يمثلها حالياً هو :Rt Hon Malcolm Bruce (LD).